# Albert Girard
Albert Girard va ser un matemàtic francès del segle xvii, conegut, sobretot, per haver enunciat una versió primitiva del teorema fonamental de l'àlgebra.

## Vida
No es coneix res del cert de la seva infància. Es diu que podria haver nascut a Saint-Mihiel perquè signava els seus escrits amb l'adjectiu Samielois. Probablement la seva família pertanyia a l'església reformada, per això van haver d'abandonar el Ducat de Lorena i traslladar-se als Països Baixos, quan Enric II de Lorena, a partir de 1610, va dictar diverses ordres d'expulsió dels hugonots.
Les seves dades biogràfiques a Holanda tampoc són gaire verificables. Probablement es va guanyar la vida com a músic, tocant el llaüt, i com a enginyer militar, fent fortificacions, a l'exèrcit de les Províncies Unides comandat per Frederic Enric de Nassau.
El 1613 està residint a Amsterdam on contrau matrimoni amb Suzanne des Nouettes. El 1617 s'estableix a Leiden i es matricula a la seva universitat, on coneix Willebrord Snel i Simon Stevin pels qui sempre tindrà una gran admiració.
En morir el 1632, deixa la seva vídua amb onze fills i sense cap patrimoni. La seva vídua acabarà publicant algunes obres inèdites del seu marit, concretament els darrers volums de l'obra matemàtica de Simon Stevin.

## Obra
Tot i que va escriure una obra de trigonometria i va editar les obres matemàtiques de Simon Stevin (traduïdes al francès) les seves aportacions més importants van ser al camp de l'àlgebra.
El seu llibre Nouvelle Invention en l'Algebre (1629) es pot considerar pioner per diversos motius. Introdueix la noció d'exponents fraccionaris (en els que el denominador és l'arrel) i la notació actual per a referir-se a les arrels d'ordre superior a dos ({\displaystyle {\sqrt[{3}]{}}}).
En el mateix llibre considera el que ell anomena factions (el que avui anomenem funcions simètriques elementals de n variables): Quan tenim una sèrie de n nombres, la primera facció és la seva suma; la segona facció és la suma de tots els productes possibles d'aquests nombres, dos a dos; la tercera facció és la suma de tots els productes possibles, tres a tres; i així continuem fins a arribar a la facció n-ésima que és el producte de tots els nombres.
Proveït d'aquesta noció, enuncia un teorema (sense demostrar-lo) que és l'antecedent més antic del teorema fonamental de l'àlgebra demostrat plenament per Gauss el 1799:
| «                    | Totes les equacions algebraiques, tenen tantes solucions com l'exponent de la més alta quantitat expressa, excepte les incompletes; i la primera facció de les solucions és igual al coeficient del primer monomi, la segona facció és igual al coeficient del segon monomi, la tercera al tercer, i sempre així; de tal forma que la última facció és igual al terme independent, sempre d'acord amb els seus signes que poden ser expressats en ordre alternatiu. | » |
| — Gilain, pàgina 93. | |   |

Naturalment, perquè això sigui així, cal acceptar plenament els nombres complexos (Girard els anomena impossibles), cosa que fa de bon cor dient que cal acceptar-los per tres raons: per assegurar la certesa de la regla general, per estar segur que no existeixen altres solucions i per la seva utilitat.